# 非广播多路访问网络
非广播的多种访问网络（英語： 缩写NBMA）是一种计算机网络 ，连接多个主机，但数据仅通过虚电路和交换结构直接从一台计算机传输到另一单个主机。NBMA网络支持手动多播或广播流量（伪广播）。常见的非广播网络技术包括 异步传输模式（ATM）、 帧中继（FR）, X.25，和家庭电力线网络。

## 电线网络
ITU-T G.hn标准提供了使用现有家用电力线、电话线和同轴电缆创建高速（高达吉比特）局域网的规范。
由于多径传播，电力线使用频率选择通道。 每对发射机和接收机使用的信道频率是不同的，因此每个发射机和接收机的调制解调参数是唯一的。 每对设备使用不同的调制方案进行通信，所以其他设备可能无法解调其他设备之间发送的信息。

## 水平分割路由通告
在NBMA网络中为了防止路由环路必须采用距离矢量的路由协议中称为水平分割路由通告的特殊技术。 这个协议族使用链路层广播进行路由通告，因此当不使用此特性时，必须用一系列单播传输来模拟多播，这可能会导致接收方节点在收到路由通告后将其再次通过收到该通告的接口发送出去。